# Stierkalf-arrest
Het Stierkalf-arrest (HR 7 maart 1980, NJ 1980, 353, ECLI:NL:HR:1980:AB7443) is een arrest van de Hoge Raad der Nederlanden betreffende het leerstuk van de aansprakelijkheid voor een onrechtmatige daad. Het is daarnaast het eerste arrest waarin de Hoge Raad gemotiveerd omging.

## Casus
In 1971 is Van de Witte van achteren aangevallen door een aantal stierkalveren van Bosch terwijl hij (al gebruikmakend van zijn recht van overpad) door het weiland van Bosch liep. Van de Witte liep hierdoor lichamelijk letsel op en vorderde vervolgens schadevergoeding op grond van art. 1404 BW (oud). 

## Procesgang

### Feitelijke instanties
De vordering werd zowel door rechtbank als hof afgewezen omdat Bosch alle redelijkerwijs van hem te verwachten maatregelen had getroffen. Omdat hem daarom geen schuld trof, werd de vordering van Van de Witte afgewezen.

### Hoge Raad
De Hoge Raad komt in dit arrest terug op zijn eerder ingenomen standpunt. Hij verwoordt dit aldus:

Het Hof had ambtshalve, ook al gingen partijen (ten onrechte) uit van slechts een schuldvermoeden aan de zijde van [verweerder], van diens risico-aansprakelijkheid uit moeten gaan en de vordering van [eiser] in het licht van die risico-aansprakelijkheid moeten beoordelen (en toewijzen). Door dat niet te doen heeft het Hof het Nederlands recht geschonden.
(...)
Op grond van deze overwegingen moet worden aangenomen dat de eigenaar van een dier, die uit hoofde van artikel 1404 wordt aangesproken voor door het dier veroorzaakte schade, zich niet aan aansprakelijkheid kan onttrekken door te bewijzen dat hij niet te kort is geschoten in de zorg en waakzaamheid met betrekking tot het dier die van hem konden worden gevergd.

De Hoge Raad gaat hiermee om: sinds het Stierkalf-arrest rust op de bezitter van het dier een risicoaansprakelijkheid en geen schuldaansprakelijkheid. Voor de vaststelling van de aansprakelijkheid ex art. 1404 BW (oud), is niet meer van belang of de eigenaar alle zorg en waakzaamheid heeft betracht die van hem kon worden gevergd. Een eigenaar van een dier kan dus ook aansprakelijk zijn voor de handelingen van dat dier, wanneer hem daarvan geen verwijt te maken valt.

## Verdere ontwikkeling
De uitspraak van de Hoge Raad anticipeerde op de inwerkingtreding van het toenmalige artikel 6.3.2.8. van het nieuwe Burgerlijk Wetboek, dat al aansloot bij de bestaande jurisprudentie.